# Abagrotis trigona
Abagrotis trigona (tên tiếng Anh: Luteous Dart) là một loài bướm đêm thuộc họ Noctuidae. Nó được tìm thấy ở miền tây South Dakota và tây nam Manitoba phía tây qua miền nam Saskatchewan và Alberta đến đảo Vancouver, phía nam đến ranh giới với Mexico. Cũng có một số cá thể ở Ohio.
Sải cánh dài 28–30 mm. Con trưởng thành bay vào tháng 8.